# Sean Longstaff
Sean David Longstaff (* 30. října 1997 Newcastle) je anglický profesionální fotbalista, který hraje na pozici středního záložníka za anglický klub Newcastle United FC.

## Klubová kariéra
Longstaff začal svou kariéru v akademii Newcastlu United. V lednu 2017 odešel na roční hostování do skotského klubu Kilmarnock FC. V červenci 2017 pak posílil třetiligový Blackpool v rámci ročního hostování.
Longstaff udělal před v létě 2018 dojem na manažera Newcastlu Rafu Beníteze a v listopadu 2018 byl odměněn novou čtyřletou smlouvou. Longstaff debutoval v A-týmu v srpnu 2018, a to v zápase Carabao Cupu proti Nottinghamu Forest. V Premier League si pak odbyl debut v prosinci následujícího roku na Anfieldu proti Liverpoolu. Svůj první gól v dresu Newcastlu vstřelil 15. ledna 2019 v zápase FA Cupu proti Blackburnu Rovers. Dne 26. února 2019 vstřelil Longstaff svůj první gól v Premier League, a to při výhře 2:0 nad Burnley.
V březnu 2019 utrpěl Longstaff zranění kolenních vazů, a tak pro něj předčasně skončila sezóna 2018/19.

## Osobní život
Longstaffův mladší bratr Matty je také profesionální fotbalista, který hraje na pozici středního záložníka za Newcastle United.

## Statistiky
| Klub               | Sezóna  | Liga                 | Liga   | Liga | Národní pohár | Národní pohár | Ligový pohár | Ligový pohár | Celkem | Celkem |
| Klub               | Sezóna  | Liga                 | Zápasy | Góly | Zápasy        | Góly          | Zápasy       | Góly         | Zápasy | Góly   |
| ------------------ | ------- | -------------------- | ------ | ---- | ------------- | ------------- | ------------ | ------------ | ------ | ------ |
| Newcastle United   | 2016/17 | Championship         | 0      | 0    | 0             | 0             | 0            | 0            | 0      | 0      |
| Newcastle United   | 2017/18 | Premier League       | 0      | 0    | 0             | 0             | 0            | 0            | 0      | 0      |
| Newcastle United   | 2018/19 | Premier League       | 9      | 1    | 3             | 1             | 1            | 0            | 13     | 2      |
| Newcastle United   | 2019/20 | Premier League       | 23     | 1    | 6             | 1             | 0            | 0            | 29     | 2      |
| Newcastle United   | 2020/21 | Premier League       | 22     | 0    | 1             | 0             | 4            | 0            | 27     | 0      |
| Newcastle United   | 2021/22 | Premier League       | 24     | 1    | 1             | 0             | 1            | 0            | 26     | 1      |
| Newcastle United   | 2022/23 | Premier League       | 18     | 1    | 1             | 0             | 4            | 0            | 23     | 1      |
| Newcastle United   | Celkem  | Celkem               | 96     | 4    | 12            | 2             | 10           | 0            | 118    | 6      |
| Kilmarnock (host.) | 2016/17 | Scottish Premiership | 16     | 3    | 1             | 0             | 0            | 0            | 17     | 3      |
| Blackpool (host.)  | 2017/18 | League One           | 42     | 8    | 1             | 0             | 2            | 1            | 45     | 9      |
| Celkem             | Celkem  | Celkem               | 154    | 15   | 14            | 2             | 12           | 1            | 179    | 17     |